# Автоэпиграф
А́втоэпи́граф (от др.-греч. αὐτός — «сам» + др.-греч. ἐπι-γρᾰφή — «надпись»)— эпиграф к произведению, принадлежащий тому же автору, что и произведение.
Встречается несколько типов автоэпиграфа:
- Автоэпиграф-пояснение, как бы маленькое предисловие к последующему тексту: таков, например, автоэпиграф к поэме Анны Ахматовой «Реквием».
- Автоэпиграф из другого произведения того же автора — тем самым автор как бы вступает в диалог c самим собой. Это обычно делается тогда, когда между двумя произведениями — значительный срок времени: так Арсений Тарковский к своему стихотворению «Стихи из детской тетради» (1958) берёт эпиграф из своего юношеского стихотворения 1921 года. Климент Тимирязев предваряет сборник своих статей «Наука и демократия» (1920) несколькими автоэпиграфами из более ранних работ, поясняя в предисловии: «Ряд автоэпиграфов служит ручательством, что эта точка зрения не является услужливой данью настроениям минуты, а представляется выражением мыслей автора в течение более чем половины его долгой, сознательной жизни»[1].
- Придуманный автоэпиграф: как будто из другого произведения, но на самом деле написанный специально для этого случая. В качестве примера можно вспомнить роман «Сирены Титана» Курта Воннегута, все главы которого снабжены эпиграфами за авторством его героев. Особенно характерен этот приём для современного поэта Дмитрия Воденникова[2]. Часто этот приём используется в иронических произведениях.